# Alberta Santuccio
Alberta Santuccio, född 22 oktober 1994 i Catania, är en italiensk fäktare.
Santuccio ingick i det italienska laget som tog brons vid OS 2020 och guld vid OS 2024.